# 2016년 대한민국의 베스트셀러 목록
다음은 2016년 대한민국의 베스트셀러 목록이다. 

## 종합
1. 채식주의자
2. 완벽하지 않은 것들에 대한 사랑
3. 미움받을 용기
4. 설민석의 조선왕조실록
5. 나미야 잡화점의 기적(100만 부 기념 특별 한정판)(양장본 HardCover)
6. 지적 대화를 위한 넓고 얕은 지식
7. 사피엔스
8. 나에게 고맙다
9. 미움받을 용기 2
10. 자존감 수업
11. 종의 기원
12. 해커스 토익 기출 보카(TOEIC VOCA)
13. 낭만적 연애와 그 후의 일상(양장본 HardCover)
14. 지적 대화를 위한 넓고 얕은 지식: 현실너머 편
15. 설민석의 무도 한국사 특강(Human Special Lecture 2)
16. 라플라스의 마녀
17. 빨강머리 앤이 하는 말
18. 풀꽃도 꽃이다 1(양장본 HardCover)
19. 너에게 하고 싶은 말
20. 못 참는 아이 욱하는 부모
21. 해커스 신토익 리딩(Hackers TOEIC Reading)
22. 오베라는 남자
23. 하늘과 바람과 별과 시(1955년 증보판)
24. 미 비포 유(Me Before You)
25. 보통의 존재
26. 스물아홉 생일 1년 후 죽기로 결심했다
27. 오리지널스
28. 소년이 온다
29. 미라클모닝
30. 법륜 스님의 행복
31. 해커스 토익 스타트 리딩(Hackers TOEIC Start Reading)(신토익 Edition)
32. 김미경의 인생미답(양장본 HardCover)
33. 해커스 신토익 리스닝(Hackers TOEIC Listening)
34. 숨결이 바람 될 때(양장본 HardCover)
35. 해리 포터와 저주받은 아이 1부(스페셜 리허설 에디션 대본)
36. 가면산장 살인사건(양장본 HardCover)
37. 지금 이 순간
38. BIGVOCA core(빅보카 코어)
39. 편안하고 사랑스럽고 그래(양장본 HardCover)
40. 언제 들어도 좋은 말
41. 트렌드 코리아 2016
42. 제4차 산업혁명(클라우스 슈밥의)
43. 가끔은 격하게 외로워야 한다
44. 7년의 밤
45. 너는 나에게 상처를 줄 수 없다
46. 다시, 책은 도끼다
47. 임신 출산 육아 대백과(2019)(전면개정판)
48. 내 안에서 나를 만드는 것들
49. 애프터 유(After You)
50. 명견만리: 인구, 경제, 북한, 의료 편
51. 그럴 때 있으시죠?
52. 멈추면 비로소 보이는 것들
53. 세계미래보고서 2050
54. 시민의 교양
55. 해커스 신토익 스타트 리스닝(Hackers TOEIC Start Listening)
56. 담론
57. 백종원이 추천하는 집밥 메뉴 54
58. 언틸유아마인(Until you're mine)
59. 유시민의 글쓰기 특강
60. 할머니가 미안하다고 전해달랬어요
61. 표현의 기술
62. 감옥으로부터의 사색
63. 직업으로서의 소설가(양장본 HardCover)
64. ETS TOEIC(토익) Test 공식종합서 LC
65. 그릿(Grit)
66. ETS TOEIC(토익) Test 공식종합서 RC
67. 나는 생각이 너무 많아
68. 헬로, 카카오프렌즈
69. 여덟 단어
70. 대통령의 글쓰기
71. 대한민국 부동산의 미래
72. 트렌드 코리아 2017
73. 데미안(세계문학전집 44)
74. 글자전쟁(양장본 HardCover)
75. 반응하지 않는 연습
76. 클로즈업 오사카(2017)(개정증보판 6판)(클로즈업 시리즈 4)
77. 백종원이 추천하는 집밥 메뉴 52
78. 덕혜옹주
79. 어떻게 살 것인가
80. 시원스쿨 기초 영어법(개정판)(CD1장포함)
81. 어떻게 인생을 살 것인가
82. 해커스 보카(토플 IELTS 텝스 공무원 SAT 특목고)(Hackers Vocabulary)(개정판 2판)
83. 블로노트(Blonote)
84. 1년 만에 기억력 천재가 된 남자
85. 혼자 있는 시간의 힘(기대를 현실로 바꾸는)
86. 즐겁게 살자, 고민하지 말고
87. 아주 작은 반복의 힘(끝까지 계속하게 만드는)
88. 죽여 마땅한 사람들
89. 주식투자 무작정 따라하기(개정판)
90. 13층 나무 집(Book 클럽 456)(양장본 HardCover)
91. 태도에 관하여(양장본 HardCover)
92. 원피스. 80: 개막 선언
93. 이기는 대화(양장본 HardCover)
94. 창문 넘어 도망친 100세 노인
95. 꽃을 보듯 너를 본다(J.H CLASSIC 2)(양장본 HardCover)
96. BIGVOCA advanced(빅보카 어드밴스드)
97. 책은 도끼다
98. 흰
99. 비밀의 정원
100. 파이브

## 같이 보기
- 대한민국의 베스트셀러